# Залевк
Залевк (дав.-гр. Ζάλευκος, лат. Zaleukos; середина VII століття до н. е.) — відомий законодавець Епізефірських Локрів в Нижній Італії, вважається автором найдавніших писаних законів у греків, що згодом мало вплив на кодекси інших полісів в Великої Греції.

## Життєпис
Про його життя і закони відомо небагато. Він жив, ймовірно, в середині VII століття до н. е. і, згідно припущень деяких вчених, був учнем чи рабом Піфагора, що є малоймовірним, оскільки Піфагор жив на сто років пізніше. Його закони, направленні на встановлення морального порядку в приватному житті і в суспільних відносинах, написаних по зразку законів Лікурга, були дуже суворими. Законодавцю також приписують встановлення визначених покарань для різних злочинів з метою знищення свавілля в суддівських рішеннях. Створив цілий ряд державних посад, при цьому не змінюючи самого устрою держави.
Згідно легенд, він встановив покаранням за перелюб позбавлення зору. Коли до відповідальності за цей злочин був притягнутий його син, жителі міста просили про пом'якшення вироку. Залевк, що вирішив твердо дотримуватись букви закону, і в той же час скористатись милістю громадян, повелів все одно як покарання виколоти два ока, але з однією умовою: одне — винуватцю-сину, друге — батьку. Інший закон, що він його створив, забороняв будь-кому з'являтись озброєним до приміщення сенату. За нагальної потреби, одного разу, Залевк, незважаючи ні на що, прибув при зброї, і коли йому нагадали про порушений закон, він негайно впав на свій меч, вбивши себе як жертву заради збереження суспільного порядку. Подібна легенда існує і про Харонда.
Згідно збережених свідчень, Зелевк з метою затруднення внесень змін до його законодавства постановив, щоб кожний охочий внести новий закон з'являвся з мотузкою на шиї, і в випадку неприйняття його пропозиції повинен був повіситися. Тому за 300 років в закони Залевка було внесене лише два виправлення.